# Dirk Stewen
Dirk Stewen (* 1972 in Dortmund) ist ein deutscher Künstler, der in Hamburg lebt und arbeitet. Er arbeitet in den Medien Zeichnung, Aquarell, Fotografie und Installation.

## Leben
Von 1992 bis 1995 studierte Dirk Stewen Kunstgeschichte an der Ruhr-Universität Bochum, bevor er sich 1995 entschied, Bildende Kunst zu studieren und 2001 an der Hochschule für bildende Künste Hamburg diese Ausbildung abschloss.

## Werk
Dirk Stewen arbeitet mit Fotopapier, Seiten aus alten Kunstsammelmappen, Plakaten, Konfetti in allen Größen und Farben, Luftschlangen, Buchdeckeln, manchmal mit Holz oder Metall in Form von industriell vorgefertigten Objekten wie z. B. Rundhölzern. Er schwärzt mit Tusche, faltet, setzt Nähte, bringt eine Sorte Papier auf der anderen auf, druckt oder fotokopiert darauf und kombiniert die dadurch entstandenen Arbeiten zu Ensembles, Collagen oder vorsichtig in den Raum hinein reichenden Wandskulpturen. Im Zentrum seines Schaffens steht die Serie der schwarzen Konfettiarbeiten.
Schlüssel zu Dirk Stewens Arbeiten ist die Fotografie. Hierbei sind nicht nur der theoretische Gedanken der Wahrnehmung und die Möglichkeiten des Versteckens in und durch Fotografie sowie der Bezug zum fotografischen Material von Interesse, sondern auch die Parallelität des prozesshaften Entstehens von Bildern in verschiedenen Medien sowie hier auch der chemische Prozess an sich. Die Konfettiarbeiten basieren auf Fotopapier, die schwarzen Seen darauf erinnern an chemische Fotoentwicklerlösungen. Das Aquarell erfordert bei Dirk Stewen dieselbe Präzision im Umgang mit Farbe und Feuchtigkeit des Papiers wie die Fotografie.
„Untitled (Soft Corps)“ sind Konfettiarbeiten, die seit 2010 entstehen. Sie sind als Umkehrung und Weiterführung der großformatigen schwarzen Konfetti-Tusche-Arbeiten zu sehen und funktionieren als deren logische Konsequenz. Stewen variiert Konfettischnipsel von verschiedenen Papierqualitäten und perforierende Fadenlinien zu filigranen Arrangements, wobei wieder das Interesse des Künstlers an der Diversität des Materials auffällig ist: monochrome Papiere verschiedener Form, Farbe, Textur, Stärke und Abnutzung stehen neben vielfarbigen Ausschnitten, die sich bei näherer Betrachtung als Details von Reprografien vorausgegangener Aquarelle entpuppen.

## Ausstellungen
Dirk Stewens Werke sind auf internationalen Ausstellungen gezeigt worden: 
- Liebe ist kälter als das Kapital, Kunsthaus Bregenz, Bregenz (2013)
- Nur hier, Kunst- und Ausstellungshalle der Bundesrepublik Deutschland, Bonn (2013)
- The Anxiety of Photography, Aspen Art Museum, Aspen (2011)
- Art on Paper 2010: The 41st Exhibition, The Weatherspoon Art Museum, North Carolina (2010)
- Milk Drop Coronet, Camera Austria, Kunsthaus Graz (2010)
- The Library of Babel / In and Out of Place, 176 Zabludowicz Collection, London (2010)
- privat – Wuppertaler Sammler der Gegenwart, Von der Heydt-Museum, Wuppertal (2009)
- Pale Carnage, Arnolfini Gallery, Bristol und Dundee Contemporary Arts, Dundee (2007)
- Formalismus – Moderne Kunst, heute, Kunstverein in Hamburg (2004)

Einzelausstellungen seiner Werke waren zu sehen in: 
- Kunstverein Overbeck-Gesellschaft, Lübeck (2009)
- CCA Wattis Institute for Contemporary Arts, San Francisco (2008)
- Künstlerhaus Stuttgart (2006)

## Werke in öffentlichen Sammlungen
- Sammlung zeitgenössischer Kunst der Bundesrepublik Deutschland, Bonn
- Honart Museum, Teheran